# Збройні сили Чорногорії
Збройні сили Чорногорії (чорногорська: Vojska Crne Gore) складаються з сухопутних військ, військово-морських сил та повітряних сил. У країні відсутній військовий обов'язок; збройні сили являють собою повністю професійну постійну армію.
Збройні сили в цей час підтримують чисельність особового складу у 1,950 активних службовців. Основна частина їх обладнання та сил були успадковані від збройних сил Державного союзу Сербії та Чорногорії; оскільки на Чорногорію припадає усе узбережжя колишнього союзу, вона отримала практично усі військово-морські сили.
Чорногорія є членом програми НАТО Партнерство заради миру і також офіційним кандидатом для повного членства в альянсі. Чорногорія подала заявку на План дій щодо членства 5 листопада 2008 року, який був наданий в грудні 2009 року. У 2015 році, було повідомлено, що міжнародна підтримка членства в НАТО Чорногорії зростає, з можливістю приєднання на Варшавському саміті в липні 2016 року.  Чорногорія також член Адріатичної хартії.